# Мекшунівка
Мекшуні́вка — село в Україні, у Любецькій селищній громаді Чернігівського району Чернігівської області. Населення становить 76 осіб. До 2020 орган місцевого самоврядування — Неданчицька сільська рада.
На сході села компактно розташовані дачі жителів Славутича.

## Історія
12 червня 2020 року, відповідно до розпорядження Кабінету Міністрів України № 730-р «Про визначення адміністративних центрів та затвердження територій територіальних громад Чернігівської області», увійшло до складу Любецької селищної громади.
19 липня 2020 року, в результаті адміністративно - територіальної реформи та ліквідації Ріпкинського району, село увійшло до складу Чернігівського району Чернігівської області.

## Галерея

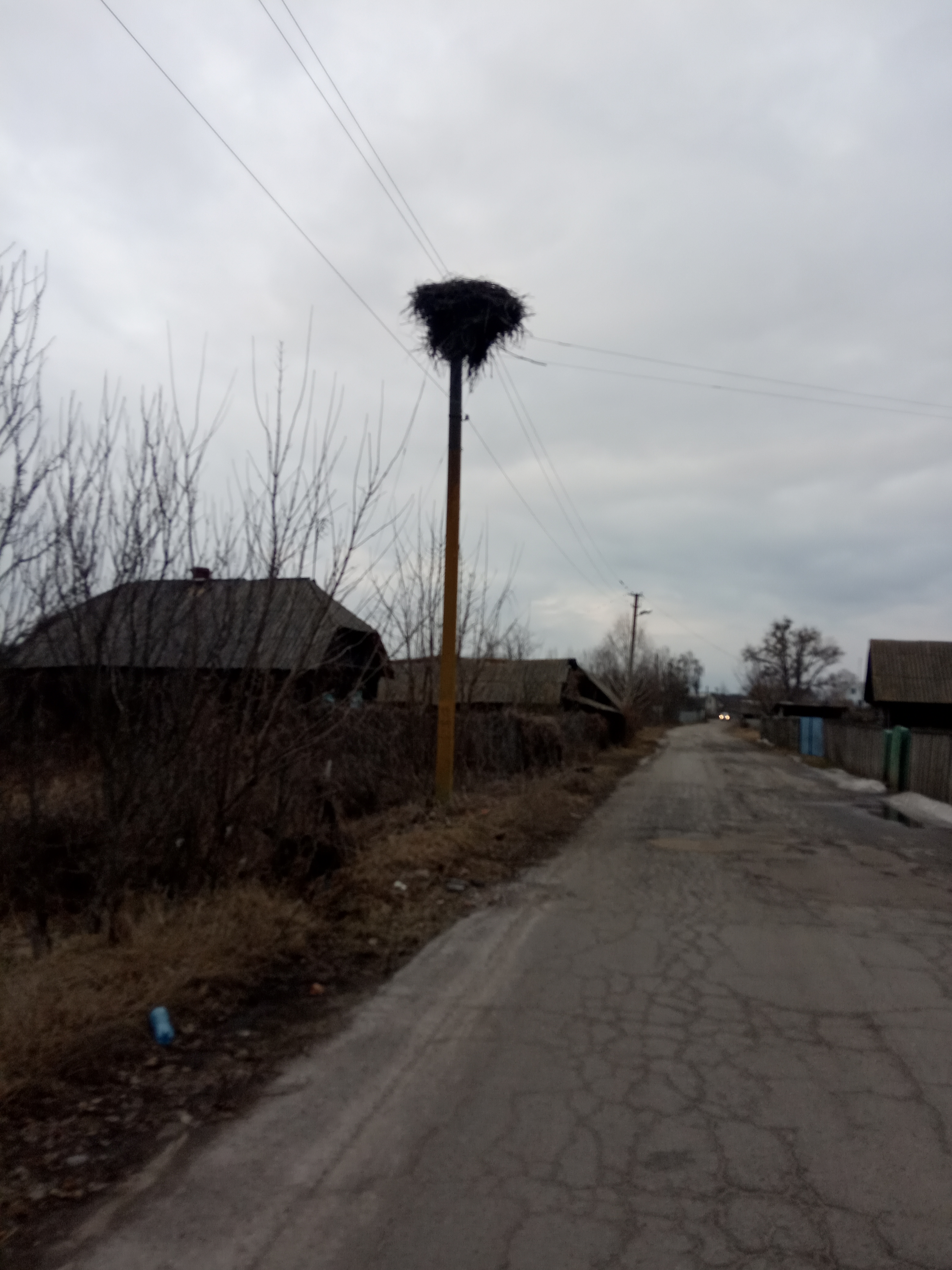
Вулиця в центрі села
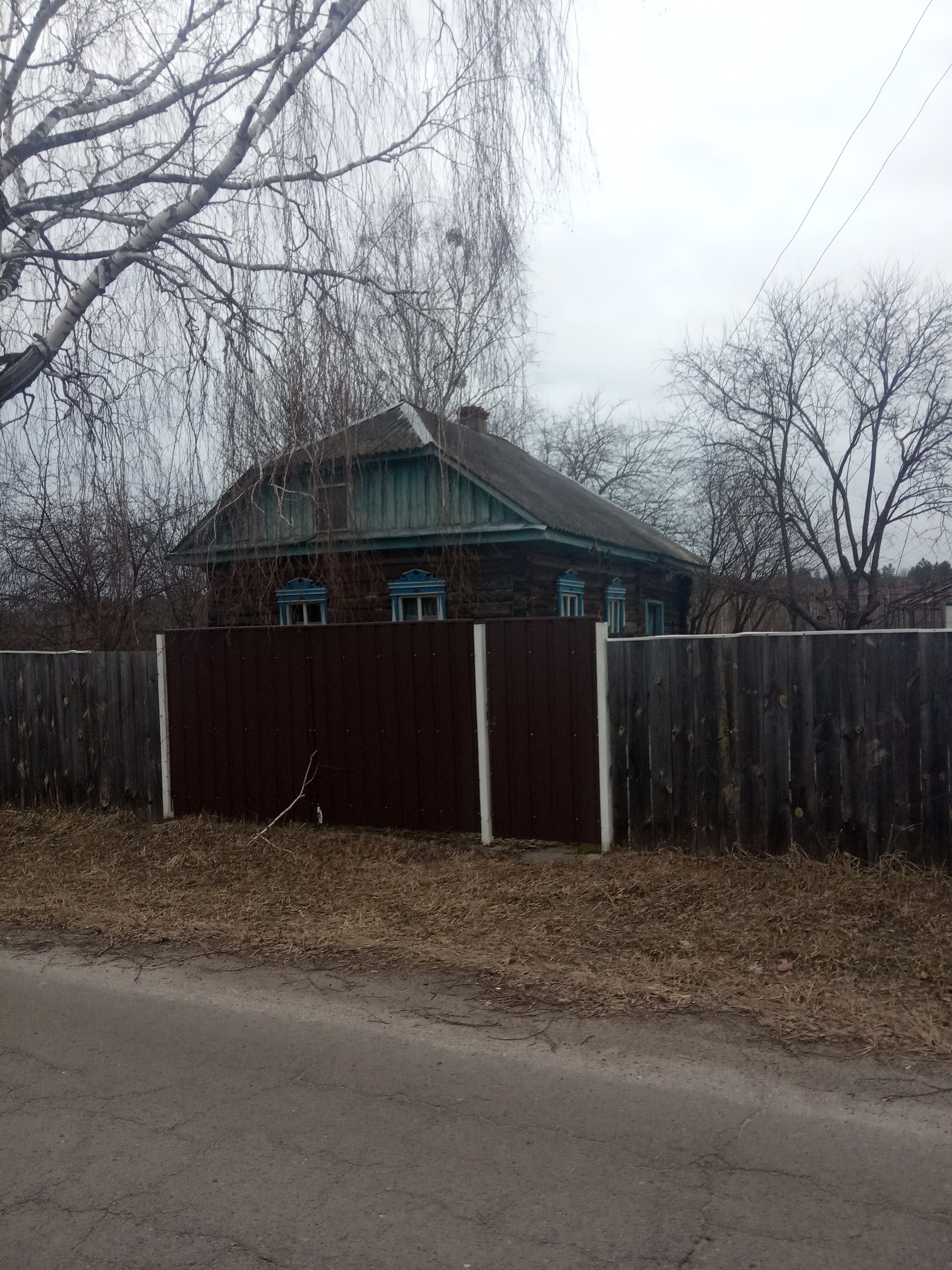
Одна з дерев’яних хат села
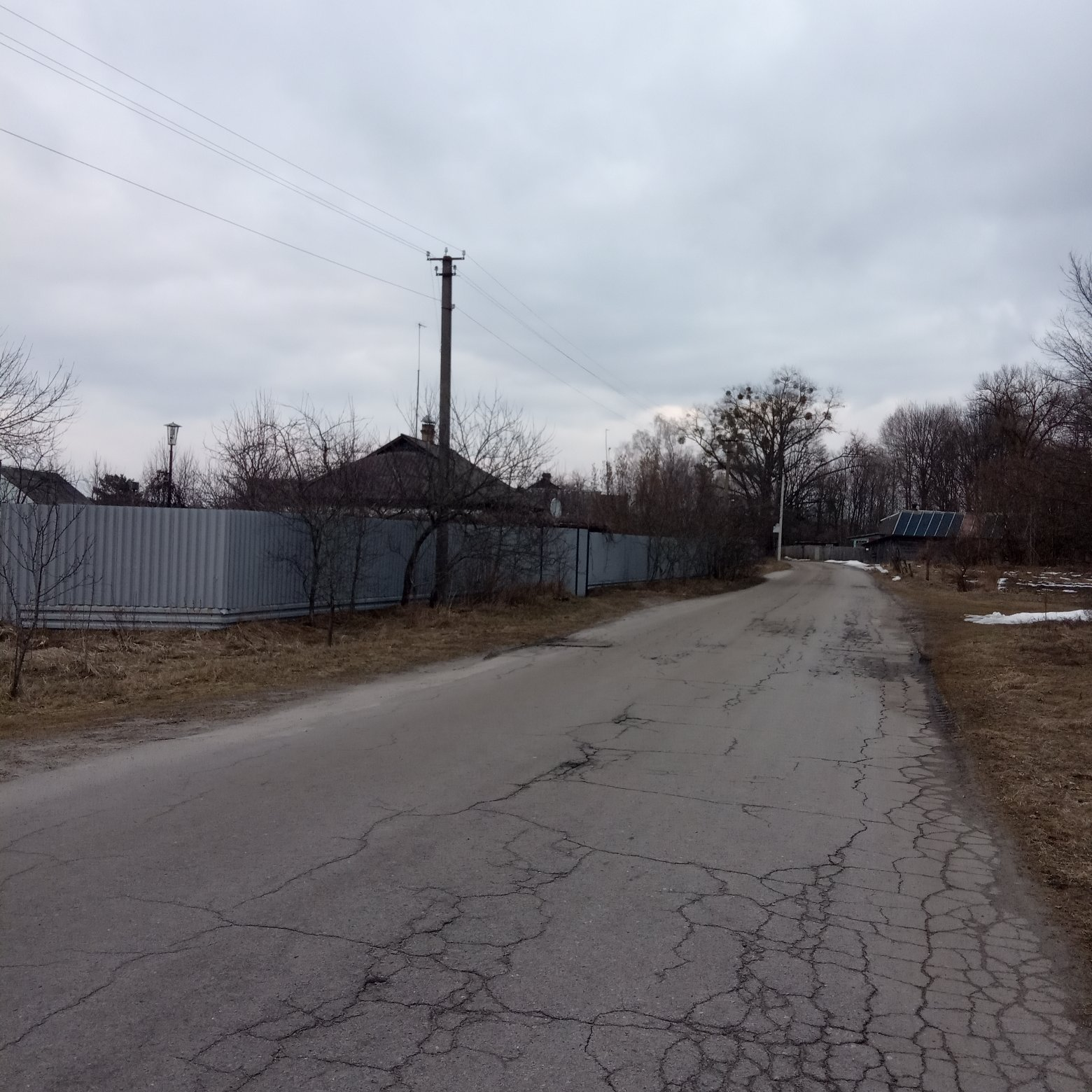
В'їзд до села зі сторони Грабівки і Славутича
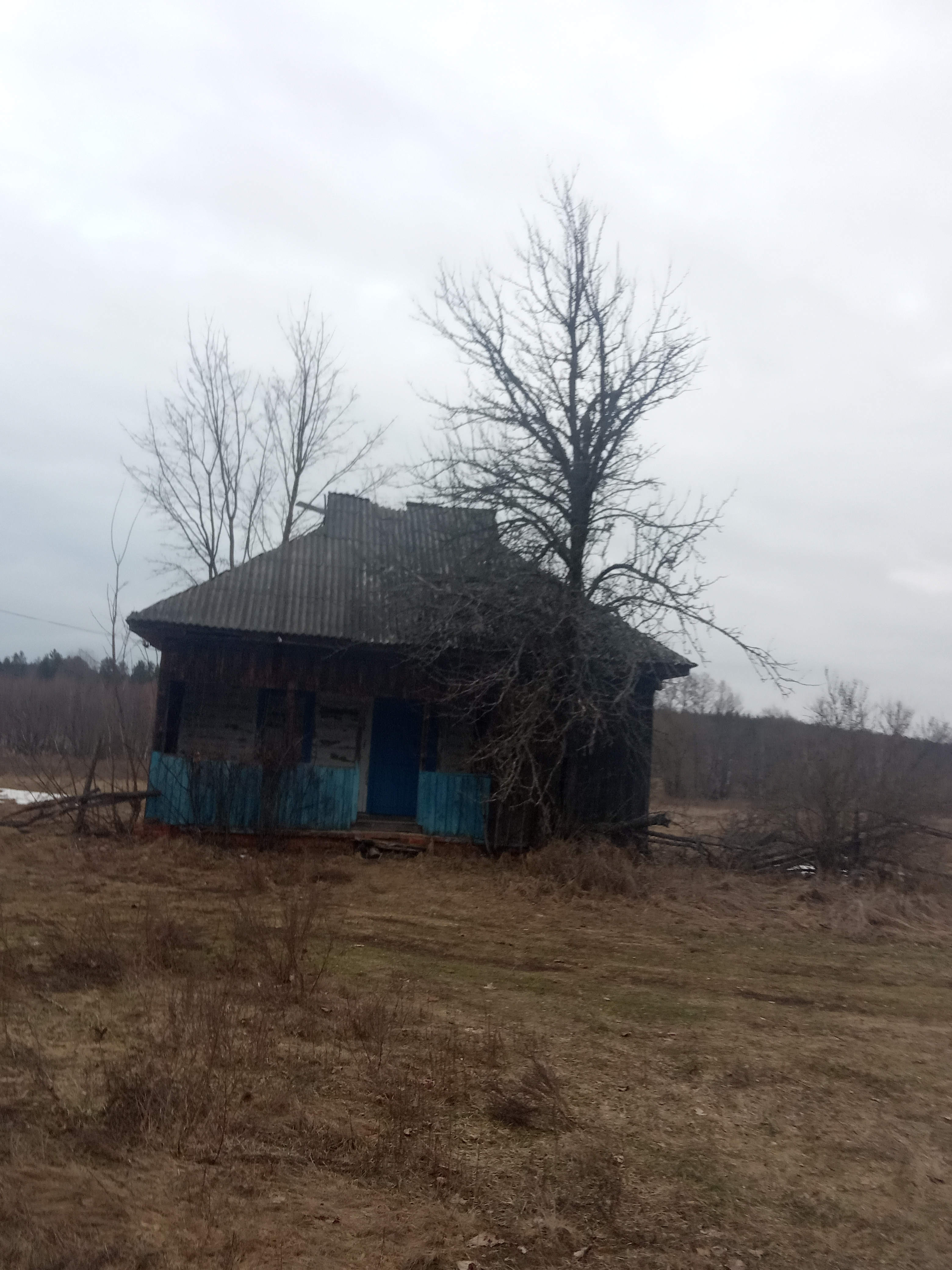
Покинута хата
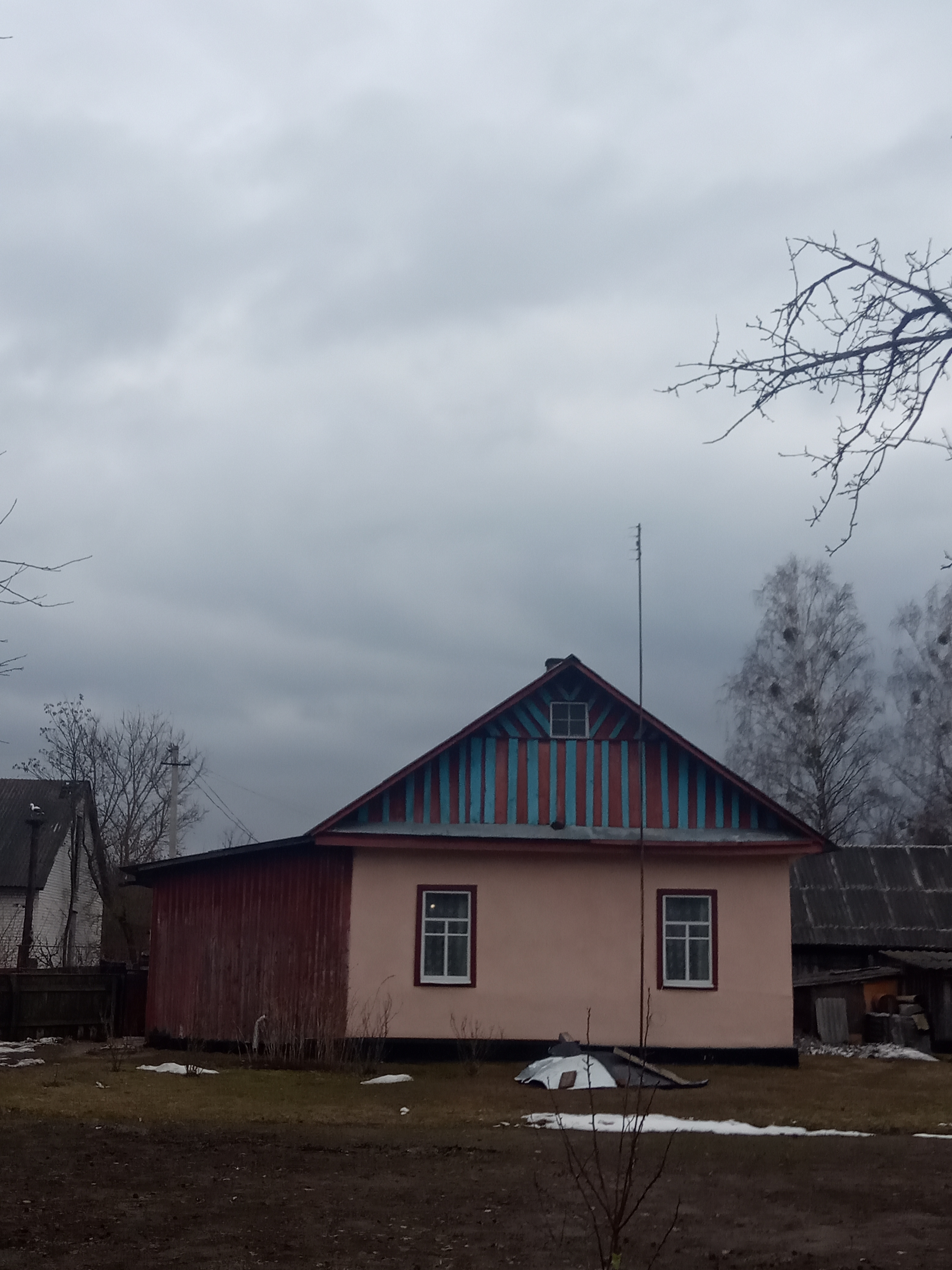
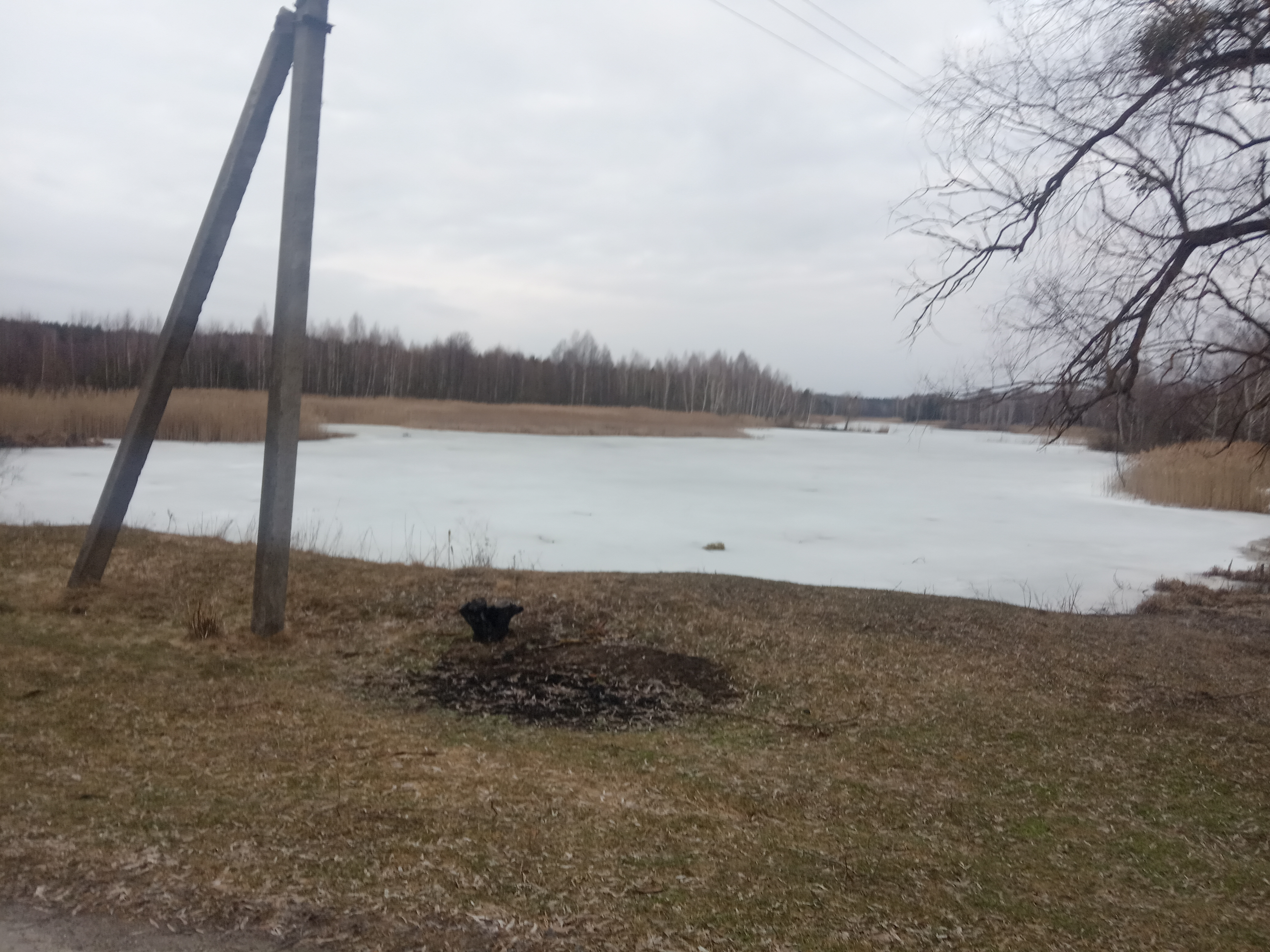
Річка Вертеч
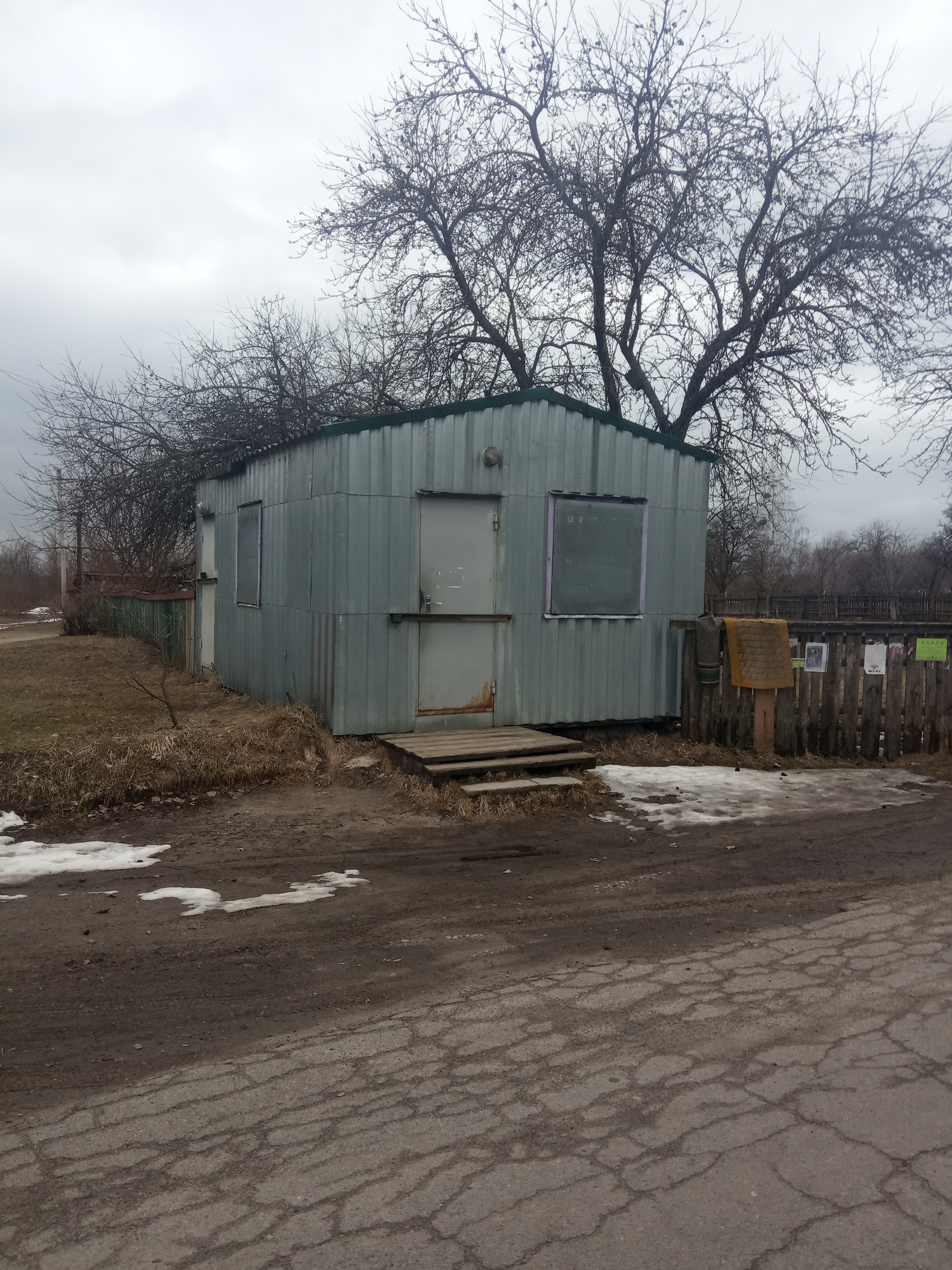
Магазин
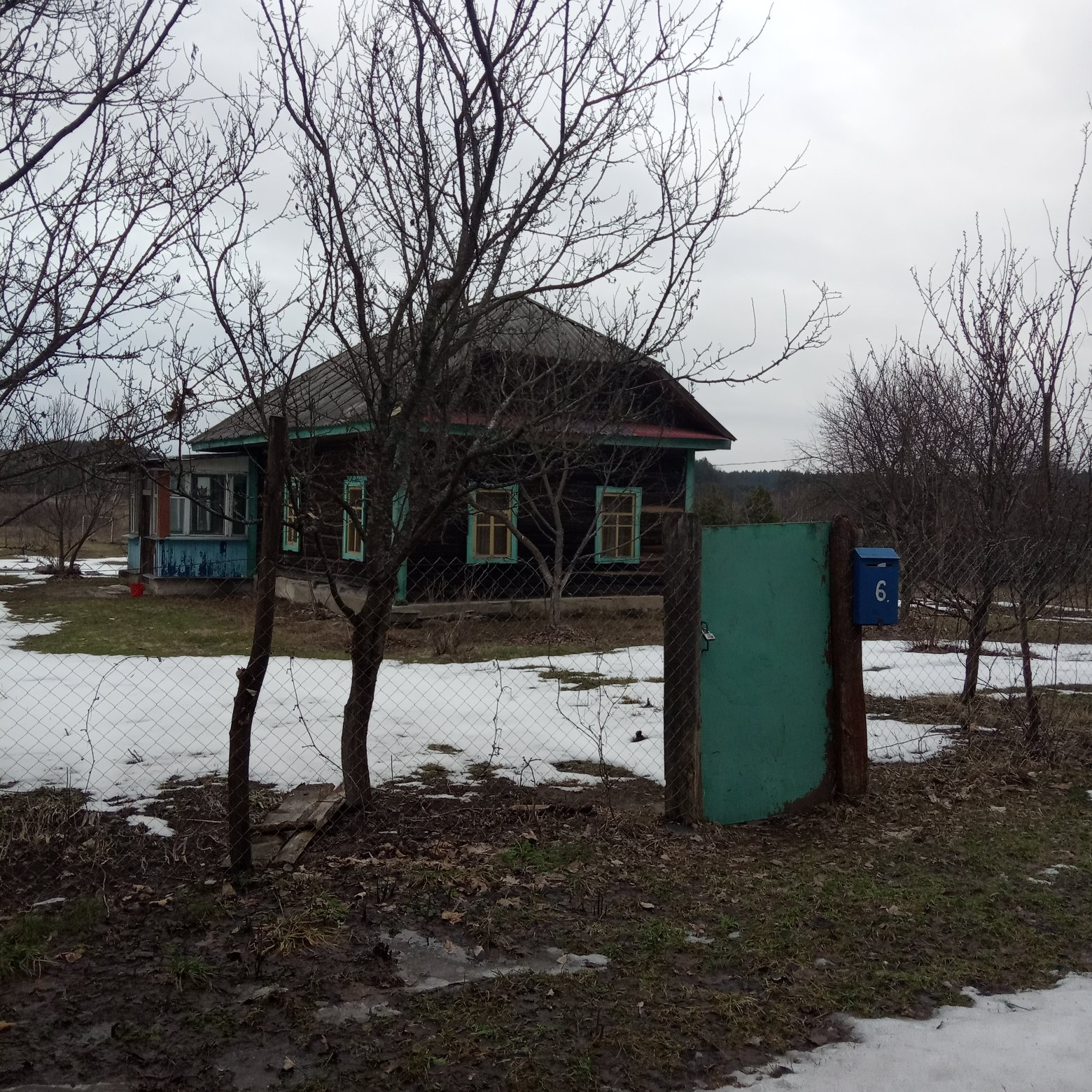
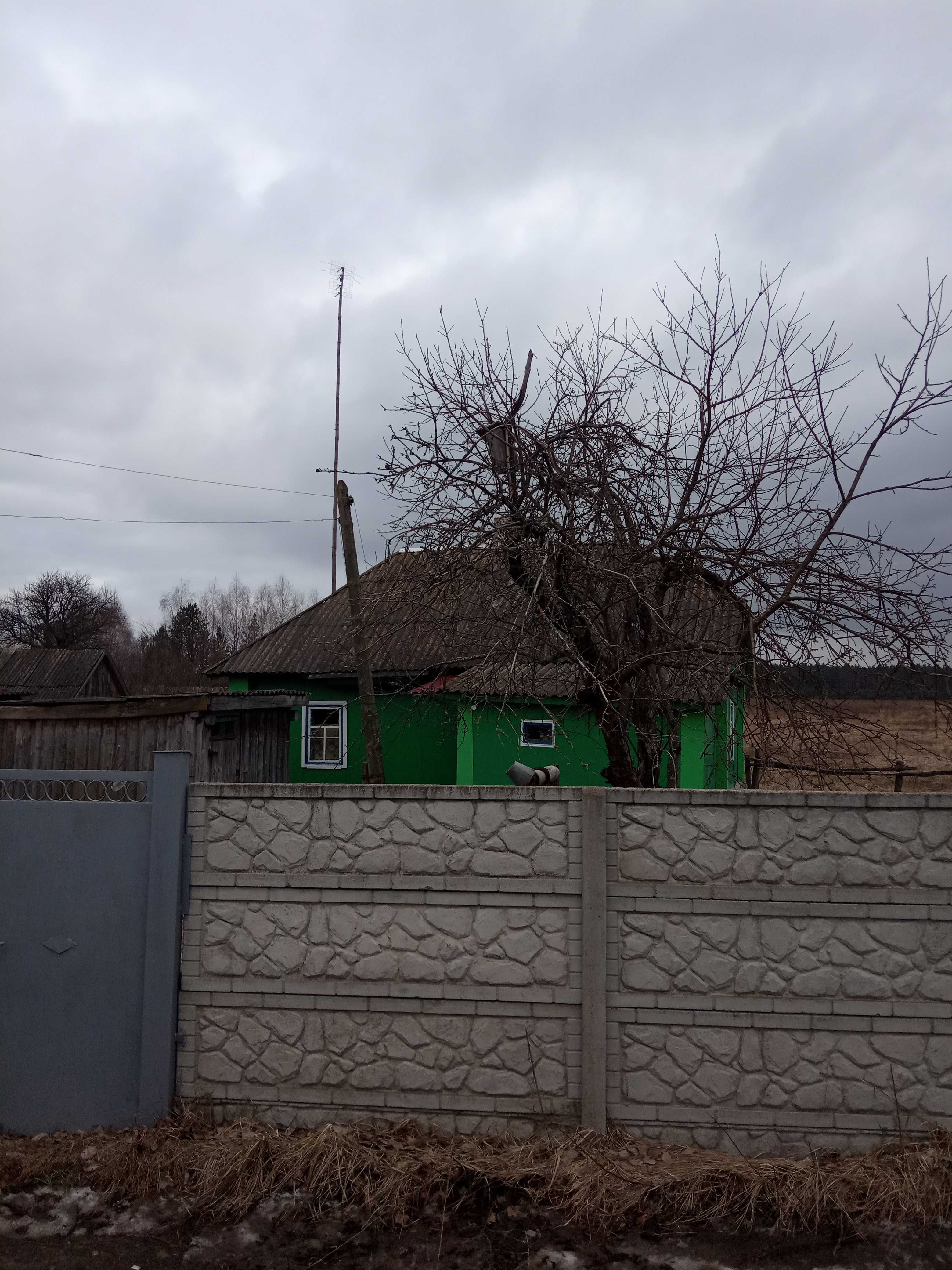